# پورت اورچارد (واشینگتن)
پورت اورچارد (به انگلیسی: Port Orchard) شهری در شهرستان کیتساپ ایالت واشینگتن است که در سرشماری سال ۲۰۱۰ میلادی، ۱۱۱۴۴ نفر جمعیت داشته‌است.